# Rajgród (gmina w guberni łomżyńskiej)
Rajgród (do 1870 i od 1924 miasto Rajgród) – gmina wiejska istniejąca w latach 1870–1875 w guberni łomżyńskiej, a w latach 1919-1923 gmina o nieuregulowanym statusie istniejąca w woj. białostockim. Siedzibą władz gminy była osada miejska Rajgród.
Gmina została utworzona za Królestwa Polskiego, 13 października 1870 w powiecie szczuczyńskim w guberni łomżyńskiej, z obszaru pozbawionego praw miejskich Rajgrodu. W przeciwieństwie do większości innych miast, którym odebrano prawa miejskie za udział w powstaniu styczniowym, Rajgród nie został włączony do jednej z sąsiednich gmin wiejskich, lecz zachował charakter miejski, stanowiąc odrębną gminę wiejską w granicach dawnego miasta. Status ten Rajgród  utracił w 1874 roku, kiedy to gminę zniesiono, włączając ją do gminy Przestrzele (w 1877 przemianowanej na Bełda).
Po przejściu pod zwierzchnictwo polskie, Rajgród stał się jednostką o nieuregulowanym statusie – gmina posiadała samorząd miejski nadany przez niemieckiego okupanta podczas I wojny światowej, lecz nie została zaliczona do miast w 1919 (była określana jako „miejscowość”).
Jako gmina nie-miejska jednostka formalnie przestała funkcjonować 1 stycznia 1924 roku w związku z zaliczeniem Rajgrodu do miast (gmin miejskich).